# Branko Miljković
Branko Miljković (Niš, 29. siječnja 1934. – Zagreb, 12. veljače 1961.), bio je jednim od najpoznatijih srbijanskih pjesnika druge polovice 20. stoljeća. Njegove pjesme pokazuju utjecaj francuskih simbolista Valéryja i Mallarméa, kao i filozofije Heraklita. Osim poezije, pisao je eseje i kritike i bavio se prevođenjem slovenskih, ruskih i francuskih pjesnika.

## Životopis
Branko Miljković rođen je u Nišu 1934. godine. Majka Marija Brailo bila je Hrvatica iz istoimene drniške plemićke obitelji. Osnovnu školu i gimnaziju polazio je i završio u rodnome gradu. Pjesme je počeo pisati s trinaest godina i prvu pjesmu objavio je s osamnaest godina u beogradskome listu Zapisi, 1952. godine. U Nišu je pjesme objavio u Narodnim novinama, Glasu omladine, Našem putu i Gledištima. Godine 1953. s roditeljima se preselio u Beograd u koji stiže sa stotinjak već napisanih pjesama, i gdje će se boriti za njihovo objavljivanje. U Beogradu je živio narednih osam godina pokušavajući istaknuti se u poetskim krugovima. Ubrzo po dolasku, upisuje se na beogradsko sveučilište, na Filozofski fakultet, i stvara prijateljstva s drugim pjesnicima, Vaskom Popom i Ivanom Lalićem. 
Zbog geopolitičkih prilika u poslijeratnoj Europi, ime Branka Miljkovića nije poznato široj publici zapadne Europe. Niš je u vrijeme Drugoga svjetskog rata bio svjedokom masovnih pogubljenja, što se odrazilo na mladom Miljkoviću i njegovoj kasnijoj poeziji.  
Njegov talent i lakoća s kojom se koristio i igrao riječima nisu prošli neprimijećeni. Mladi Miljković odbija članstvo i vezu s Partijom, što je rezultiralo neobjavljivanjem njegovih pjesama. Međutim, njegov uspjeh kod mladih bio je razvidan te je pet njegovih pjesama objavljeno u poznatom mjesečnom časopisu Delo 1955. godine, čiji je glavni i odgovorni urednik u to vrijeme bio Oskar Davičo. Potom slijedi njegova prva zbirka pjesama, iz 1957. godine, pod nazivom Uzalud je budim. Bila je uspješna kod publike kao i kod kritičara. Pjesma "Uzalud je budim" postala je klasik i jedna od najpoznatijih njegovih pjesama. Po Miljkoviću, jednog je dana posjetio svojega susjeda u Nišu i vidio na zidu sliku njegove umrle sestre. On se zaljubio u sliku s djevojkom, i u njezino ime napisao ovu pjesmu, za koju je kasnije govorio kako je trijumf pjesnika i života. Iste godine diplomirao je Filozofiju na Filozofskome fakultetu u Beogradu.
Često je viđan po kavanama u Beogradu, u kojem je Branko vodio boemski život. Međutim, zbog stalnog konzumiranja alkohola, znao je pokazati i svoju agresivnu stranu, zbog čega je stalno ulazio u tuče koje bi skoro uvijek gubio. Ovakvo ponašanje često ga je dovodilo u neprilike s režimom koji nije želio tolerirati takve ispade. Na sreću, imao je puno prijatelja, pisaca, koji su u to vrijeme bili veoma bliski režimu i koji su ga izbavljali iz raznih neprilika. Kao rezultat ovakvoga ponašanja i neprilika u koje bi upadao, uvijek bi govorio, kuneći se, kako više nikad neće pisati.
Godine 1958. Jean-Paul Sartre posjetio je Beograd, kao gost Srpske akademije znanosti i umjetnosti. Miljković je primio posebno priznanje od francuskoga filozofa i njih dvojica su se nakon posjeta ubrzo sprijateljili. Godine 1959. njegova druga zbirka pjesama objavljena je pod nazivom Smrću protiv Smrti. 
U jesen 1960. godine Branko se našao u okruženju članova Partije i neprijateljske atmosfere. Čak i njegovi bliski kolege okrenuli su se protiv njega, što je on teško podnosio, te je donio odluku zauvijek napustiti Beograd i naći novi dom u Zagrebu. U Zagrebu ga je čekao posao u literarnoj redakciji Radio Zagreba. Po odlasku poslao je pismo novinama Duga, kojim se odrekao dobivene nagrade. U Zagrebu, Branko je nastavio pisati, ali i piti. U posljednjoj noći njegovog života, viđen je kako je pio u društvu nekolicine djevojaka. Po iskazu svjedoka, bio je u dobru raspoloženju, čuli su ga kako je govorio da je završio s uobraženim urednicima, političkim ulizicama i Partijom, te kako je spremao objavljivanje nove zbirke pjesama. Ubrzo nakon ponoći, napustio je prijatelje za stolom, rekavši da se mora sastati s nekim. Sljedeći put kada je bio viđen, visio je na drvetu u parku.
U svojoj zbirci pjesama Poreklo nade objavio je pjesmu "Epitaf" u kojoj je samo jedan stih: Ubi me prejaka reč. ↓1 Zvuči gotovo proročki.
Dana 12. veljače 1961. godine pronađeno je tijelo srpskog pjesnika Branka Miljkovića, obješeno o drvo u šumici na Ksaveru, rubnome dijelu grada Zagreba, u kojem je tada živio. U vrijeme smrti imao je 27 godina. Službeno, Miljković je izvršio samoubojstvo, što njegova obitelj nikada nije prihvatila.
Do danas, ne postoji konkretan zaključak o njegovoj smrti. Pokopan je u Beogradu, na Novom groblju, 14. veljače 1961. godine.

## Djela
Zbirke pjesama:
- Uzalud je budim, Beograd, 1957.
- Smrću protiv smrti, Beograd, 1959., s Blažom Šćepanovićem[9]
- Poreklo nade, Zagreb, 1960.
- Vatra i ništa, Beograd, 1960.
- Krv koja svetli, Beograd, 1961.

Posmrtno:
- Pohvala vatri, Niš, 1964.
- Pesme, Prosveta, Beograd, 1965. (2. izd. 1972.)
- Sabrana dela, 1-4, Gradina, Niš, 1972.[5]
- Dok budeš pevao, Beograd, 1981.
- Poezija, Beograd, 1981.
- Najlepše pevaju zablude: 101 pesma, Beograd, 1987. (2. izd. 1989.)
- Smrt Orfeja, Niš, 1988.
- Prejaka reč, Niš, 1993.

## Nagrade
- 1960.: Dobio je Oktobarsku nagradu grada Beograda, za zbirku pjesama Vatra i ništa.[5]

## Spomen
- Spomen soba Branko Miljković. U Narodnom muzeju u Nišu čuva se cjelokupna ostavština pjesnika Branka Miljkovića. Formirana je i zaklada istoimene muzejske zbirke. Godine 1971. povodom desetogodišnjice pjesnikove smrti njegovi roditelji, Marija i Gligorije, i brat Dragiša, poklonili su Narodnom muzeju u Nišu sačuvanu ostavštinu: osobne predmete, odjeću, isprave, fotografije, rukopise, namještaj iz roditeljske kuće u Nišu i Beogradu, dopisivanje, osobnu knjižnicu s oko 400 knjiga i časopisa i bogatu hemeroteku s izrescima pjesnikovih objavljenih radova i drugih tekstova iz novina i časopisa.
- Jedna od najprestižnijih nagrada za najbolju knjigu pjesama nazvana je po njemu. Nagradu od 1971. godine dodjeljuje Skupština grada Niša. Iscrpni podatci o povijesti nagrade i dobitnicima nalaze se u časopisu Gradina, Nova serija broj 4/2004. Vidi tekst Vase Pavkovića Nad istorijom nagrade Branko Miljković.

## Citati
- Ubi me prejaka reč.
- Hoće li sloboda umeti da peva kao što su sužnji pevali o njoj.

## Knjige kritika o Miljkoviću i njegovom životu
- Petar Džadžić, Branko Miljković ili neukrotiva reč, Beograd 1965.
- Kritičari o Branku Miljkoviću, zbornik radova (prir. Sava Penčić), Niš 1973.
- Branko Miljković u sećanju savremenika, zbornik (prir. Vidosav Petrović), Niš 1973.
- Vidosav Petrović, Pesnikov uzlet – Sećanja na Branka Miljkovića, Niš 1988.
- Miodrag Petrović, Pesnički svet Branka Miljkovića, Niš 1991.
- Poezija i poetika Branka Miljkovića, zbornik radova (ured. Novica Petković), Beograd 1996.
- Branko Miljković i savremena srpska poezija, zbornik radova (ured. Radivoje Mikić), Gadžin Han / Beograd 1997.
- Radivoje M. Petković, Branko Miljković – školski dani, Niš 1999.
- Radivoje Mikić, Orfejev dvojnik – o poeziji i poetici Branka Miljkovića, Beograd 2002.
- Radovan Popović, Princ pesnika, životopis Branka Miljkovića, Niš 2002.
- Kosta Dimitrijević, Ubijeni pesnik, roman o Branku Miljkoviću, Beograd 2002.
- Kosta Lozanić, Slike iz života Miljkovića, [Roman o Branku Miljkoviću u 77 slika], Obrenovac 2003.
- Poezija Branka Miljkovića – nova tumačenja, Zbornik (prir. Radivoje Mikić), Niš 2003.
- Gojko M. Tešić, Bio-bibliografija Branka Miljkovića i radova o njemu (1951. – 1973.), I–II, Književna istorija (Beograd), VII/ 25 i 26, (1974.): 151–197, 343–396.
- Gradina, Nova serija broj 4/2004., tematski broj časopisa posvećen Branku Miljkoviću i Nagradi Branko Miljković

## Doktorske disertacije o Branku Miljkoviću
- Ljubisav Stanojević (1927. – 2005.): Poezija i poetika Branka Miljkovića - orfejski iskaz i poetska sublimacija neizrecivog (1973.)

## Filmovi o Branku Miljkoviću
- Vatra i ništa (Igrano-dokumentarni film, Niš, 1995., proizvodnja: PP Krug, uz materijalnu podršku Ministarstva kulture Republike Srbije i Skupštine grada Niša, režija: Marislav Radisavljević, direktor fotografije filma: Ivan Zdravković, snimatelj: Darko Ković, scenograf: Boris Čerškov, kostimograf: Jelka Ašanin, skladatelj: Blagoje Radojević, slikar dekora: Perica Donkov, glumci: Goran Milev, Slađana Vlajović).